# Прямая

Изображение прямых в прямоугольной системе координат

Пряма́я — одно из фундаментальных понятий евклидовой геометрии. При систематическом изложении геометрии прямые линии обычно принимаются за одно из исходных (неопределяемых) понятий, их свойства и связь с другими понятиями (например, точки и плоскости) определяются аксиомами геометрии.
Прямая, наряду с окружностью, относится к числу древнейших геометрических фигур. Античные геометры считали эти две кривые «совершенными» и поэтому признавали только построения с помощью циркуля и линейки. Евклид описал линию как «длину без ширины», которая «равно лежит на всех своих точках».
Аналоги прямых могут быть определены также в некоторых типах неевклидовых пространств. Если основой построения геометрии служит понятие расстояния между двумя точками пространства, то отрезок прямой можно определить как самую короткую кривую, соединяющую эти точки. Например, в римановой геометрии роль прямых играют геодезические линии, которые являются кратчайшими; на сфере кратчайшими являются дуги больших кругов.

## Свойства прямой в евклидовой геометрии
Участки прямой, ограниченные двумя её точками, называются отрезками.
- Через любую точку можно провести бесконечно много прямых.
- Через любые две несовпадающие точки можно провести единственную прямую.
- Две несовпадающие прямые на плоскости или пересекаются в единственной точке[5], или являются параллельными (следует из предыдущего).
- В трёхмерном пространстве существуют три варианта взаимного расположения двух несовпадающих прямых:
  - прямые пересекаются;
  - прямые параллельны;
  - прямые скрещиваются.
- Прямая линия — алгебраическая кривая первого порядка: в декартовой системе координат прямая линия задается на плоскости уравнением первой степени (линейное уравнение).

## Уравнения прямой на плоскости

Способы задания прямой:
или

### Общее уравнение прямой
Общее уравнение прямой линии на плоскости в декартовых координатах:
{\displaystyle Ax+By+C=0,}
где {\displaystyle A} и {\displaystyle B} — произвольные постоянные а {\displaystyle C} вычисляется как произведение {\displaystyle A} и {\displaystyle B} с обратным знаком учитывая что уравнение отличается на множитель, причём постоянные {\displaystyle A} и {\displaystyle B} не равны нулю одновременно.
Приводя уравнение с целью получения известной {\displaystyle C} а именно домножая на ненулевой коэффициент:
{\displaystyle ax+by-ab=0,}
где новые величины {\displaystyle a} и {\displaystyle b} являются координатами точек на осях координат {\displaystyle (b,0)} и {\displaystyle (0,a)} через которые проходит прямая.
Вычисление {\displaystyle a} и {\displaystyle b} происходит так: для {\displaystyle y=0}, {\displaystyle x=-C/A=b}, для {\displaystyle x=0}, {\displaystyle y=-C/B=a}.
При {\displaystyle A=0} прямая параллельна оси {\displaystyle Ox}, при {\displaystyle B=0} — параллельна оси {\displaystyle Oy}.
Вектор с координатами {\displaystyle (A,B)} называется нормальным вектором, он перпендикулярен прямой.
При {\displaystyle C=0} прямая проходит через начало координат.
Также уравнение можно переписать в виде
{\displaystyle A(x-x_{0})+B(y-y_{0})=0.}

### Уравнение прямой с угловым коэффициентом
Уравнение прямой линии, пересекающей ось {\displaystyle Oy} в точке {\displaystyle (0,\;b)} и образующей угол {\displaystyle \varphi } с положительным направлением оси {\displaystyle Ox}:
{\displaystyle y=kx+b,\quad k=\mathrm {tg} \,\varphi .}
Коэффициент {\displaystyle k} называется угловым коэффициентом прямой.
В этом виде невозможно представить прямую, параллельную оси {\displaystyle Oy.} (Иногда в этом случае формально говорят, что угловой коэффициент «обращается в бесконечность».)

Получение уравнения прямой в отрезках

### Уравнение прямой в отрезках
Уравнение прямой линии, пересекающей ось {\displaystyle Ox} в точке {\displaystyle (a,\;0)} и ось {\displaystyle Oy} в точке {\displaystyle (0,\;b)}:
{\displaystyle {\frac {x}{a}}+{\frac {y}{b}}=1\quad (a\neq 0,\;b\neq 0).}
В этом виде невозможно представить прямую, проходящую через начало координат.

### Нормальное уравнение прямой
{\displaystyle x\cos \theta +y\sin \theta -p=0,}
где {\displaystyle p} — длина перпендикуляра, опущенного на прямую из начала координат, а {\displaystyle \theta } — угол (измеренный в положительном направлении) между положительным направлением оси {\displaystyle Ox} и направлением этого перпендикуляра. Если {\displaystyle p=0}, то прямая проходит через начало координат, а угол {\displaystyle \theta =\varphi +{\frac {\pi }{2}}} задаёт угол наклона прямой.
Пусть дана прямая {\displaystyle L.} Тогда {\displaystyle OP\perp L} и {\displaystyle |{\overrightarrow {OP}}|=p.} Рассмотрим для этого перпендикуляра его орт {\displaystyle {\overrightarrow {e_{p}}},|{\overrightarrow {e_{p}}}|=1.} Допустим, что угол между  {\displaystyle |{\overrightarrow {e_{p}}}|} и осью {\displaystyle Ox} равен {\displaystyle \theta .} Так как {\displaystyle \sin ^{2}\theta +\cos ^{2}\theta =1,} то можно записать: {\displaystyle {\overrightarrow {e_{p}}}=(\cos \theta ;\sin \theta ).}  Теперь рассмотрим произвольную точку {\displaystyle M(x,y).} Проведём радиус-вектор {\displaystyle {\overrightarrow {OM}}=(x,y).} Теперь найдём проекцию {\displaystyle {\overrightarrow {OM}}} на вектор {\displaystyle {\overrightarrow {e_{p}}}.} {\displaystyle ({\overrightarrow {e_{p}}},{\overrightarrow {OM}})=x\cos \theta +y\sin \theta =p.} Следовательно,  {\displaystyle x\cos \theta +y\sin \theta -p=0.} Это и есть нормальное уравнение прямой.
■
Если прямая задана общим уравнением {\displaystyle Ax+By+C=0,} то отрезки {\displaystyle a} и {\displaystyle b,} отсекаемые ею на осях, угловой коэффициент {\displaystyle k,} расстояние прямой от начала координат {\displaystyle p,} {\displaystyle \cos \theta } и {\displaystyle \sin \theta } выражаются через коэффициенты {\displaystyle A}, {\displaystyle B} и {\displaystyle C} следующим образом:
{\displaystyle a=-{\frac {C}{A}},\quad b=-{\frac {C}{B}},\quad k=\mathrm {tg} \,\varphi =-{\frac {A}{B}},\quad \varphi =\theta -{\frac {\pi }{2}},}
{\displaystyle p={\frac {C}{\pm {\sqrt {A^{2}+B^{2}}}}},\quad \cos \theta ={\frac {A}{\pm {\sqrt {A^{2}+B^{2}}}}},\quad \sin \theta ={\frac {B}{\pm {\sqrt {A^{2}+B^{2}}}}}.}
Во избежание неопределённости знак перед радикалом выбирается так, чтобы соблюдалось условие {\displaystyle p>0.} В этом случае {\displaystyle \cos \theta } и {\displaystyle \sin \theta } являются направляющими косинусами положительной нормали прямой — перпендикуляра, опущенного из начала координат на прямую. Если {\displaystyle C=0,} то прямая проходит через начало координат и выбор положительного направления произволен.

### Уравнение прямой, проходящей через две заданные несовпадающие точки

#### Уравнение прямой, проходящей через две точки на вещественной плоскости
Если заданы две несовпадающие точки на вещественной плоскости с координатами {\displaystyle (x_{1},\;y_{1})} и {\displaystyle (x_{2},\;y_{2})}, то прямая, проходящая через них, задаётся уравнением
{\displaystyle {\begin{vmatrix}x&y&1\\x_{1}&y_{1}&1\\x_{2}&y_{2}&1\end{vmatrix}}=0}
или
{\displaystyle {\frac {y-y_{1}}{y_{2}-y_{1}}}={\frac {x-x_{1}}{x_{2}-x_{1}}}}
или в общем виде
{\displaystyle \left(y_{1}-y_{2}\right)x+\left(x_{2}-x_{1}\right)y+\left(x_{1}y_{2}-x_{2}y_{1}\right)=0.}

#### Уравнение прямой, проходящей через две точки на комплексной плоскости
Если заданы две несовпадающие точки на комплексной плоскости {\displaystyle z_{1}} и {\displaystyle z_{2}}, то прямая, проходящая через них, задаётся следующим уравнением:
{\displaystyle {\begin{vmatrix}z&{\bar {z}}&1\\z_{1}&{\bar {z}}_{1}&1\\z_{2}&{\bar {z}}_{2}&1\end{vmatrix}}=0}
или в одну строку:
{\displaystyle ({\bar {z}}_{1}-{\bar {z}}_{2})z+(z_{2}-z_{1}){\bar {z}}+(z_{1}{\bar {z}}_{2}-z_{2}{\bar {z}}_{1})=0.}
Упростим запись этого уравнения:
{\displaystyle {\bar {p}}z+p{\bar {z}}-2=0} (или {\displaystyle \operatorname {Re} ({\bar {p}}z)=1)},
положив
{\displaystyle p=2{\frac {z_{2}-z_{1}}{{\bar {z}}_{1}z_{2}-z_{1}{\bar {z}}_{2}}},} {\displaystyle {\bar {p}}=2{\frac {{\bar {z}}_{2}-{\bar {z}}_{1}}{z_{1}{\bar {z}}_{2}-{\bar {z}}_{1}z_{2}}}.}
Следовательно, прямая линия полностью определяется выбором комплексного числа {\displaystyle p}. Как точка на комплексной плоскости, так и прямая определяются одним вектором или двумя координатами. Комплексное числе {\displaystyle p} называется вектором прямой, а его компоненты называются координатами прямой.
Определим геометрическую природу вектора прямой {\displaystyle p}, определяющего просто точку {\displaystyle P} на комплексной плоскости, рассмотрев два его свойства:
- из того, что в определении {\displaystyle p}

{\displaystyle p=2{\frac {z_{2}-z_{1}}{{\bar {z}}_{1}z_{2}-z_{1}{\bar {z}}_{2}}}}
знаменатель есть чисто мнимое комплексное число, следует, что вектор {\displaystyle p} нормален к вектору {\displaystyle z_{2}-z_{1}}, то есть нормален к прямой {\displaystyle z_{1}z_{2};}
- абсолютная величина знаменателя в определении {\displaystyle p} равна удвоенной площади треугольника {\displaystyle \triangle Oz_{1}z_{2}} с основанием {\displaystyle z_{1}z_{2}}, следовательно, абсолютная величина {\displaystyle p} обратно пропорционален длине перпендикуляра, опущенного из начала координат {\displaystyle O} к прямой {\displaystyle z_{1}z_{2}.} Другими словами, точка {\displaystyle P} есть инверсия основания этого перпендикуляра.

Получение векторного параметрического уравнения прямой

### Векторное параметрическое уравнение прямой
Векторное параметрическое уравнение прямой задается вектором {\displaystyle {\vec {r}}_{0},} конец которого лежит на прямой, и направляющим вектором прямой {\displaystyle {\vec {u}}.} Параметр {\displaystyle t} пробегает все действительные значения.
{\displaystyle {\vec {r}}={\vec {r}}_{0}+t{\vec {u}}.}

### Параметрические уравнения прямой
Параметрические уравнения прямой могут быть записаны в виде:
{\displaystyle {\begin{cases}x=x_{0}+a_{x}t,\\y=y_{0}+a_{y}t,\end{cases}}}
где {\displaystyle t} — произвольный параметр, {\displaystyle a_{x},\;a_{y}} — координаты {\displaystyle x} и {\displaystyle y} направляющего вектора прямой. При этом
{\displaystyle k={\frac {a_{y}}{a_{x}}},\quad a={\frac {a_{y}x_{0}-a_{x}y_{0}}{a_{y}}},\quad b={\frac {a_{x}y_{0}-a_{y}x_{0}}{a_{x}}},}
{\displaystyle p={\frac {a_{x}y_{0}-a_{y}x_{0}}{\pm {\sqrt {a_{x}^{2}+a_{y}^{2}}}}},\quad \cos \theta ={\frac {a_{x}}{\pm {\sqrt {a_{x}^{2}+a_{y}^{2}}}}},\quad \sin \theta ={\frac {a_{y}}{\pm {\sqrt {a_{x}^{2}+a_{y}^{2}}}}}.}
Смысл параметра {\displaystyle t} аналогичен параметру в векторно-параметрическом уравнении.

### Каноническое уравнение прямой
Каноническое уравнение получается из параметрическиx уравнений делением одного уравнения на другое:
{\displaystyle {\begin{cases}x=x_{0}+a_{x}t\\y=y_{0}+a_{y}t\end{cases}}}
{\displaystyle {\begin{cases}x-x_{0}=a_{x}t\\y-y_{0}=a_{y}t\end{cases}}}
{\displaystyle {\frac {x-x_{0}}{y-y_{0}}}={\frac {a_{x}}{a_{y}}}}
{\displaystyle {\frac {x-x_{0}}{y-y_{0}}}={\frac {a_{x}}{a_{y}}}\Longleftrightarrow {\frac {x-x_{0}}{a_{x}}}={\frac {y-y_{0}}{a_{y}}}}
где {\displaystyle a_{x},a_{y}} — координаты {\displaystyle x} и {\displaystyle y} направляющего вектора прямой, {\displaystyle x_{0}} и {\displaystyle y_{0}} координаты точки, принадлежащей прямой.

### Уравнение прямой в полярных координатах
Уравнение прямой в полярных координатах {\displaystyle \rho } и {\displaystyle \varphi }:
{\displaystyle \rho (A\cos \varphi +B\sin \varphi )+C=0}
или
{\displaystyle \rho \cos(\varphi -\theta )=p.}

### Тангенциальное уравнение прямой
Тангенциальное уравнение прямой на плоскости:
{\displaystyle \xi x+\eta y=1.}
Числа {\displaystyle \xi } и {\displaystyle \eta } называются её тангенциальными, линейными или плюккеровыми координатами.

## Уравнения прямой в пространстве
Векторное параметрическое уравнение прямой в пространстве:
{\displaystyle {\vec {r}}={\vec {r}}_{0}+t{\vec {a}},\quad t\in (-\infty ,\;+\infty ),}
где {\displaystyle {\vec {r}}_{0}} — радиус-вектор некоторой фиксированной точки {\displaystyle M_{0},} лежащей на прямой, {\displaystyle {\vec {a}}} — ненулевой вектор, коллинеарный этой прямой (называемый её направляющим вектором), {\displaystyle {\vec {r}}} — радиус-вектор произвольной точки прямой.
Параметрические уравнения прямой в пространстве:
{\displaystyle x=x_{0}+t\alpha ,\;y=y_{0}+t\beta ,\;z=z_{0}+t\gamma ,\quad t\in (-\infty ,\;+\infty ),}
где {\displaystyle (x_{0},\;y_{0},\;z_{0})} — координаты
некоторой фиксированной точки {\displaystyle M_{0},} лежащей на прямой; {\displaystyle (\alpha ,\;\beta ,\;\gamma )} — координаты вектора, коллинеарного этой прямой.
Каноническое уравнение прямой в пространстве:
{\displaystyle {\frac {x-x_{0}}{\alpha }}={\frac {y-y_{0}}{\beta }}={\frac {z-z_{0}}{\gamma }},}
где {\displaystyle (x_{0},\;y_{0},\;z_{0})} — координаты
некоторой фиксированной точки {\displaystyle M_{0},} лежащей на прямой; {\displaystyle (\alpha ,\;\beta ,\;\gamma )} — координаты вектора, коллинеарного этой прямой.
Общее векторное уравнение прямой[уточнить] в пространстве:
Поскольку прямая является пересечением двух различных плоскостей, заданных соответственно общими уравнениями:
{\displaystyle ({\vec {r}},\;{\vec {N}}_{1})+D_{1}=0} и {\displaystyle ({\vec {r}},\;{\vec {N}}_{2})+D_{2}=0,}
то уравнение прямой можно задать системой этих уравнений:
{\displaystyle {\begin{cases}({\vec {r}},\;{\vec {N}}_{1})+D_{1}=0,\\({\vec {r}},\;{\vec {N}}_{2})+D_{2}=0.\end{cases}}}
Векторное уравнение прямой в пространстве:196-199:
Уравнение прямой в пространстве можно записать в виде векторного произведения радиуса-вектора произвольной точки этой прямой {\displaystyle {\vec {r}}} на фиксированный направляющий вектор прямой {\displaystyle {\vec {a}}}:
{\displaystyle [{\vec {r}},{\vec {a}}]={\vec {M}},}
где фиксированный вектор {\displaystyle {\vec {M}}}, ортогональный вектору {\displaystyle {\vec {a}}}, можно найти, подставляя в это уравнение радиус-вектор какой-нибудь одной известной точки прямой.

## Взаимное расположение точек и прямых на плоскости
Три точки {\displaystyle (x_{1},\;y_{1})}, {\displaystyle (x_{2},\;y_{2})} и {\displaystyle (x_{3},\;y_{3})} лежат на одной прямой тогда и только тогда, когда выполняется условие
{\displaystyle {\begin{vmatrix}x_{1}&y_{1}&1\\x_{2}&y_{2}&1\\x_{3}&y_{3}&1\end{vmatrix}}=0.}
Отклонение точки {\displaystyle (x_{1},\;y_{1})} от прямой {\displaystyle Ax+By+C=0} может быть найдено по формуле
{\displaystyle \delta ={\frac {Ax_{1}+By_{1}+C}{\pm {\sqrt {A^{2}+B^{2}}}}},}
где знак перед радикалом противоположен знаку {\displaystyle C.} Отклонение по модулю равно расстоянию между точкой и прямой; оно положительно, если точка и начало координат лежат по разные стороны от прямой, и отрицательно, если по одну сторону.
В пространстве расстояние от точки {\displaystyle (x_{1},\;y_{1},\;z_{1})} до прямой, заданной параметрическим уравнением
{\displaystyle {\begin{cases}x=x_{0}+t\alpha ,\\y=y_{0}+t\beta ,\quad t\in \mathbb {R} \\z=z_{0}+t\gamma ,\end{cases}}}
можно найти как минимальное расстояние от заданной точки до произвольной точки прямой. Коэффициент {\displaystyle t} этой точки может быть найден по формуле
{\displaystyle t_{\min }={\frac {\alpha (x_{1}-x_{0})+\beta (y_{1}-y_{0})+\gamma (z_{1}-z_{0})}{\alpha ^{2}+\beta ^{2}+\gamma ^{2}}}.}

## Взаимное расположение нескольких прямых на плоскости
Две прямые, заданные уравнениями
{\displaystyle A_{1}x+B_{1}y+C_{1}=0,\quad A_{2}x+B_{2}y+C_{2}=0}
или
{\displaystyle y=k_{1}x+b_{1},\quad y=k_{2}x+b_{2}}
пересекаются в точке
{\displaystyle x={\frac {B_{1}C_{2}-B_{2}C_{1}}{A_{1}B_{2}-A_{2}B_{1}}}={\frac {b_{1}-b_{2}}{k_{2}-k_{1}}},\quad y={\frac {C_{1}A_{2}-C_{2}A_{1}}{A_{1}B_{2}-A_{2}B_{1}}}={\frac {k_{2}b_{1}-k_{1}b_{2}}{k_{2}-k_{1}}}.}
Угол {\displaystyle \gamma _{12}} между пересекающимися прямыми определяется формулой
{\displaystyle \mathrm {tg} \,\gamma _{12}={\frac {A_{1}B_{2}-A_{2}B_{1}}{A_{1}A_{2}+B_{1}B_{2}}}={\frac {k_{2}-k_{1}}{1+k_{1}k_{2}}}.}
При этом под {\displaystyle \gamma _{12}} понимается угол, на который надо повернуть первую прямую (заданную параметрами {\displaystyle A_{1}}, {\displaystyle B_{1}}, {\displaystyle C_{1}}, {\displaystyle k_{1}} и {\displaystyle b_{1}}) вокруг точки пересечения против часовой стрелки до первого совмещения со второй прямой.
Эти прямые параллельны, если {\displaystyle A_{1}B_{2}-A_{2}B_{1}=0} или {\displaystyle k_{1}=k_{2}}, и перпендикулярны, если {\displaystyle A_{1}A_{2}+B_{1}B_{2}=0} или {\displaystyle k_{1}=-{\frac {1}{k_{2}}}}.
Любую прямую, параллельную прямой с уравнением {\displaystyle A_{1}x+B_{1}y+C_{1}=0,} можно выразить уравнением {\displaystyle A_{1}x+B_{1}y+C=0.} При этом расстояние между этими прямыми будет равно
{\displaystyle \delta ={\frac {C_{1}-C}{\pm {\sqrt {A_{1}^{2}+B_{1}^{2}}}}};}
Если же уравнение прямой задано как {\displaystyle y_{1}=kx_{1}+b_{1}}, а уравнение прямой параллельной ей {\displaystyle y=kx+b}, то расстояние можно вычислить, как
{\displaystyle \delta ={\frac {|b_{1}-b|}{\sqrt {1+k^{2}}}}.}
Если знак перед радикалом противоположен {\displaystyle C_{1},} то {\displaystyle \delta } будет положительным, когда вторая прямая и начало координат лежат по разные стороны от первой прямой.
Для того, чтобы три прямые
{\displaystyle A_{1}x+B_{1}y+C_{1}=0,\quad A_{2}x+B_{2}y+C_{2}=0,\quad A_{3}x+B_{3}y+C_{3}=0}
пересекались в одной точке или были параллельны друг другу, необходимо и достаточно, чтобы выполнялось условие
{\displaystyle {\begin{vmatrix}A_{1}&B_{1}&C_{1}\\A_{2}&B_{2}&C_{2}\\A_{3}&B_{3}&C_{3}\end{vmatrix}}=0.}
Если {\displaystyle A_{2}=-B_{1}} и {\displaystyle B_{2}=A_{1}}, то прямые {\displaystyle A_{1}x+B_{1}y+C_{1}=0} и {\displaystyle A_{2}x+B_{2}y+C_{2}=0} перпендикулярны.

## Некоторые специальные типы прямых
- Прямая Александрова
- Прямая Симсона
- Прямая Суслина[англ.]
- Прямая Эйлера
- Числовая прямая

## Ориентированная прямая

### Определение ориентированной прямой

Горизонтальная прямая

На прямой точка может двигаться в двух противоположных направлениях. Например, если прямая {\displaystyle AB} расположена горизонтально (см. рисунок справа с горизонтальной прямой), то на ней возможны два движения в противоположных направлениях:
- слева направо,
- справа налево.

Ориентированная прямая, или направленная прямая, или ось — прямая вместе с фиксированным направлением на ней.
Две ориентированные прямые параллельны, если их направления совпадают.

### Линейный элемент

Линейный элемент

Линейный элемент — пара геометрических образов: точка и направленная прямая, проходящая через эту точку. Другими словами, линейный элемент — это точка и направление, заданное в этой точке. Бесконечно удалённый линейный элемент — пара геометрических образов: бесконечно удалённая точка плоскости и направление, которое определяется любой направленной прямой (параллельные прямые задают одно направление).
Окружности, точки и прямые в касательной аналлагматической геометрии понимаются следующим образом:
- направленной окружностью называется множество всех линейных элементов, каждый из которых определяется точкой этой окружности и касательной прямой к окружности в этой точке, причем направление линейного элемента совпадает с направлением окружности;
- точкой называется множество всех линейных элементов, каждый из которых имеет в своём составе эту точку;
- направленной прямой называется множество всех линейных элементов, каждый из которых определяется точкой этой прямой и направлением прямой.

На следующем рисунке показаны направленная окружность, точка и направленная прямая, задаваемые линейными элементами.

Геометрические образы, определяемые линейными элементами
Направленная окружность
Точка
Направленная прямая